# Srčni prekat
Srčni prekat ali ventrikel je vsaka od dveh velikih votlin v srcu, kjer se zbira kri iz preddvorov in se črpa iz srca po telesu. Iz desnega prekata izhaja pljučna odvodnica (pulmonalni trunkus), iz levega prekata pa izhaja aorta.

## Funkcija
Srčna prekata delujeta kot črpalki, ki dovajata kri po vsem telesu:
- V desni prekat se steka kri iz desnega preddvora in se črpa v pljučno arterijo. Le-ta izvira iz desnega prekata in se nato cepi v levo in desno pljučno arterijo, ki vodita do pljuč. Po levi in desni pljučni arteriji pride neoksigenirana kri iz desnega prekata v pljuča, kjer se zasiti s kisikom in se vrne po pljučnih dovodnicah v srce.
- V levi prekat se steka kri iz levega preddvora in se črpa v aorto. Aorta dovaja oksigenirano kri po vsem telesu.